# Meren van Titan

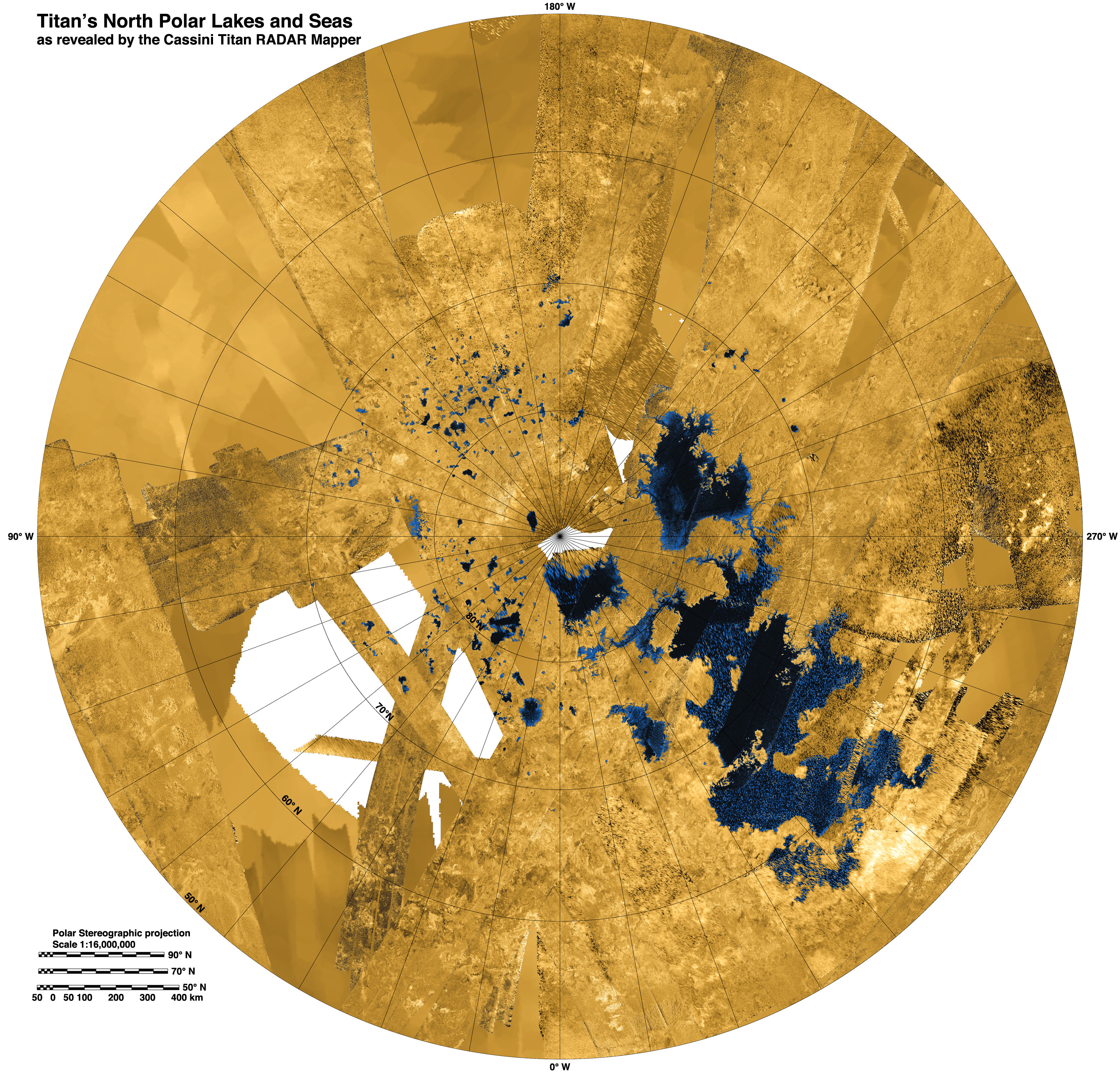
Meren bij de noordpool van Titan, gemeten door Cassini

De meren van Titan, de grootste maan van Saturnus, zijn grote hoeveelheden vloeibaar methaan en ethaan. Deze vloeistoffen zijn waargenomen door de Cassini-Huygens, maar hun bestaan was al lang ervoor vermoed. Buiten kleine meren, zijn er ook grote zeeën methaan en ethaan aanwezig op Titan.  

## Chemische samenstelling
Met behulp van de gas chromatograaf-massaspectrometer aan boord van de Cassini-Huygens-sonde en het verticale temperatuurverloop van Titans atmosfeer, heeft men een schatting kunnen maken van de chemische samenstelling van de meren op Titan. De meest voorkomende moleculen zijn ethaan (∼76 - 79%), propaan (∼7 - 8%) en methaan (∼5 - 10%). Hiernaast vindt men ook cyanide, buteen, butaan en acetyleen terug in de meren.

## Zeeën
Op Titan zijn reeds 7 zeeën waargenomen. In volgende tabel staan de coördinaten van de zeeën op de maan Titan, met bijhorende lengte (langste afstand), oppervlakte en de naamgeving:
| Naam        | Coördinaten         | Lengte (km) | Oppervlakte (km2) | Naamgeving                                       |
| ----------- | ------------------- | ----------- | ----------------- | ------------------------------------------------ |
| Kraken Mare | 68.0 NB 310.0° WL   | 1,170       | ca. 400,000       | De Kraken, Noors zeemonster.                     |
| Ligeia Mare | 79.0° NB, 248.0° WL | 500         | 126,000           | Ligeia, een van de Sirenen                       |
| Punga Mare  | 85.1°NB 339.7° WB   | 380         | ?                 | Punga, Maori voorouders van haaien en hagedissen |
| Belet       | 5°ZB, 255°WL        | 450         | ?                 | ?                                                |
| Fenzal      | 5°NB, 30°WL         | ?           | ?                 | Fensalir, het Noordse hemelse paleis             |
| Senkyo      | 5°ZB, 320°WL        | ?           | ?                 | ?                                                |
| Aztlan      | 10°ZB, 20°WL        | ?           | ?                 | Aztlán, het mythische Azteekse thuisland         |

## Meren
| Naam             | Coördinaten         | Lengte (km) | Naamgeving                                                 |
| ---------------- | ------------------- | ----------- | ---------------------------------------------------------- |
| Abaya Lacus      | 73.17°NB, 45.55°WL  | 65          | Abayameer, Ethiopië                                        |
| Albano Lacus     | 65.9°NB, 236.4°WL   | 6.2         | Meer van Albano, Italië                                    |
| Atitlán Lacus    | 69.3°NB, 238.8°WL   | 13.7        | Meer van Atitlán, Guatemala                                |
| Bolsena Lacus    | 75.75°NB, 10.28°WL  | 101         | Meer van Bolsena, Italië                                   |
| Cardiel Lacus    | 70.2°NB, 206.5°WL   | 22          | Cardielmeer, Argentinië                                    |
| Cayuga Lacus     | 69.8°NB, 230.0WL    | 22.7        | Cayugameer, USA                                            |
| Crveno Lacus     | 79.6°ZB, 184.9°WL   | 41.0        | Crveno Jezero, Kroatië                                     |
| Feia Lacus       | 73.7°NB, 64.41°WL   | 47          | Lagoa Feia, Brazilië                                       |
| Freeman Lacus    | 73.6°NB, 211.1°WL   | 26          | Freemanmeer, USA                                           |
| Hammar Lacus     | 48.6°NB, 308.29°WL  | 200         | Hammarmeer, Irak                                           |
| Jingpo Lacus     | 73.0°NB, 336.0°WL   | 240         | Jingpomeer, China                                          |
| Junín Lacus      | 66.9°NB, 236.9°WL   | 6.3         | Junínmeer, Peru                                            |
| Kayangan Lacus   | 86.3°ZB, 236.9°WL   | 6.2         | Kayanganmeer, Filipijnen                                   |
| Kivu Lacus       | 87.0°NB, 121.0°WL   | 77.5        | Kivumeer, op de grens van Rwanda en Congo-Kinshasa         |
| Koitere Lacus    | 79.4°NB, 36.14°WL   | 68          | Koitere, Finland                                           |
| Ladoga Lacus     | 74.8°NB, 26.1°WL    | 110         | Ladogameer, Rusland                                        |
| Lanao Lacus      | 71.0°NB, 217.7°WL   | 34.5        | Lanaomeer, Filipijnen                                      |
| Logtak Lacus     | 70.8°NB, 124.1°WL   | 14.3        | meer van Loktak, India                                     |
| Mackay Lacus     | 78.32°NB, 97.53°WL  | 180         | Mackaymeer, Australië                                      |
| Müggel Lacus     | 84.44°NB, 203.5°WL  | 170         | Müggelsee, Duitsland                                       |
| Mývatn Lacus     | 78.19°NB, 135.28°WL | 55          | Mývatn, IJsland                                            |
| Neagh Lacus      | 81.11°NB, 32.16°WL  | 98          | Lough Neagh, Noord-Ierland                                 |
| Ohrid Lacus      | 71.8°NB, 221.9°WL   | 17.3        | Meer van Ohrid, op de grens van Noord-Macedonië en Albanië |
| Oneida Lacus     | 76.14°NB, 131.83°WL | 51          | Oneidameer, USA                                            |
| Ontario Lacus    | 72.0°ZB, 183.0°WL   | 235         | Ontariomeer, op de grens van Canada en de Verenigde Staten |
| Sevan Lacus      | 69.7°NB, 125.6°WL   | 46.9        | Sevanmeer, Armenië                                         |
| Shoji Lacus      | 79.7°ZB, 166.4°WL   | 5.8         | Shojimeer, Japan                                           |
| Sionascaig Lacus | 41.52°ZB, 278.12°WL | 143.2       | Sionascaigmeer, Schotland                                  |
| Sotonera Lacus   | 76.75°NB, 17.49°WL  | 63          | Sotonerameer, Spanje                                       |
| Sparrow Lacus    | 84.3°NB, 64.7°WL    | 81.4        | Sparrowmeer, Canada                                        |
| Towada Lacus     | 71.4°NB, 244.2°WL   | 24          | Towadameer, Japan                                          |
| Tsomgo Lacus     | 86.4°ZB, 162.4°WL   | 59          | Tsomgomeer, India                                          |
| Urmia Lacus      | 39.27°ZB, 276.55°WL | 28.6        | Urmiameer, Iran                                            |
| Uvs Lacus        | 69.6°NB, 245.7°WL   | 26.9        | Uvs Nuur, Mongolië                                         |
| Vänern Lacus     | 70.4°NB, 223.1°WL   | 43.9        | Vänern, Zweden                                             |
| Waikare Lacus    | 81.6°NB, 126.0°WL   | 52.5        | Waikaremeer, Nieuw-Zeeland                                 |